# ヒーアマン (駆逐艦)
ヒーアマン（USS Heermann, DD-532）は、アメリカ海軍の駆逐艦。フレッチャー級。1944年10月25日に発生したサマール沖海戦に参加したことで知られる。
艦名は、第一次バーバリ戦争中の1804年に拿捕されたフリゲート「フィラデルフィア」破壊作戦に臼砲艦「イントレピッド」乗員として参加し、後にアメリカ海軍の医療改善に尽力したルイス・ヒーアマン (Lewis Heermann) 軍医助手に因む。

## 艦歴
「ヒーアマン」は1942年12月5日、カリフォルニア州サンフランシスコのベスレヘム造船で進水した。進水はヒーアマン軍医の孫である沿岸警備隊予備大尉エドワード・B・ブリッグスの夫人により行われた。その後1943年7月6日にドワイト・M・アグニュー中佐の指揮の下で就役した。「ヒーアマン」はベスレヘム造船で建造された7隻目のフレッチャー級駆逐艦であった。
「ヒーアマン」と「トラセン(USS Trathen, DD-530)」「ヘイゼルウッド (USS Hazelwood, DD-531)」「ホーエル (USS Hoel, DD-533)」「マッコード(USS McCord, DD-534) 」の駆逐艦5隻は第47駆逐戦隊の第92駆逐隊を構成した。

### 南太平洋
サンディエゴでの慣熟訓練の後、「ヒーアマン」はギルバート諸島の戦いに参加するため1943年10月21日に第5艦隊に加わった。11月20日、ハリー・W・ヒル少将の南方攻撃部隊の一員としてタラワ沖に到着した。環礁内にいた小型艇1隻を砲撃で沈めた後、2日間にわたって上陸部隊に強力な砲撃支援を行った。作戦後、修理と訓練のために真珠湾へ戻り、1944年1月23日に兵員輸送船団の護衛のため戻るまで過ごした。船団はクェゼリン環礁に上陸する予備部隊を運んでいた。
クェゼリンの戦いの間、「ヒーアマン」は2週間にわたって環礁近海の哨戒と地上部隊の航空支援を行う護衛空母の護衛を行った。それから2月にはエニウェトクの戦いに参加し、上陸部隊を乗せた船団を護衛するとともに、ジャプタン島とメリレン島への上陸支援砲撃を行った。
マジュロへ移動後、「ヒーアマン」はソロモン諸島フロリダ島のパーヴィス湾へ向かい、1944年3月18日に第3艦隊第39任務部隊に加わる。そして翌月、エミラウ島上陸のために兵員・補給物資を輸送する船団の護衛と、ビスマルク諸島ニューハノーバー島周辺の沿岸で物資輸送を行う敵舟艇の掃討に従事した。また6月11日にニューアイルランド島ファンガラワ湾で燃料集積所の砲撃を、さらに6月26日までの間には第30.4任務集団のためにマーシャル諸島、カロリン諸島、アドミラルティ諸島そしてソロモン諸島で海上交通路の対潜哨戒を実施。後者の功績により従軍星章を受章している。
1944年の夏、「ヒーアマン」は艦隊や船団の護衛で多忙な時を過ごし、ニューヘブリディーズ諸島のエスピリトゥサント島やニューカレドニアのヌーメアに至るまで各地で活動した。9月6日にパーヴィス港を発ち、今度はパラオ諸島の戦いに参加するウィリアム・サンプル少将の護衛空母部隊の護衛を行った。

### フィリピンの戦い
マヌス島で補給の後、「ヒーアマン」は1944年10月12日にフィリピンの戦いで火力支援を行う支援集団に加わる。レイテ島の戦いで上陸船団を護衛し、次いで海岸への上陸を砲撃支援した後、クリフトン・スプレイグ少将の旗艦「ファンショー・ベイ (USS Fanshaw Bay, CVE-70) 」以下護衛空母6隻、駆逐艦2隻、護衛駆逐艦4隻と共に第77.4.3任務群（通称「タフィ3」）を構成した。タフィ3はトーマス・スプレイグ少将の護衛空母部隊である第77.4任務集団に属する3つの護衛空母部隊の1つであった。

### サマール沖海戦
1944年10月25日の夜明け、タフィ3の各艦はサマール島沖を北上していた。午前6時45分、見張りが北方に対空砲火が放たれているのを認めた。その3分後、タフィ3には第二艦隊司令長官・栗田健男中将率いる第一遊撃部隊（いわゆる栗田艦隊）からの激しい砲撃が降り注いだ。タフィ3の艦艇はレイテ湾へ向かって撤退の望みをつなぐべく、護衛空母は速やかに艦載機を発艦させるとともに駆逐艦は煙幕を展開した。
戦闘が始まった時、「ヒーアマン」は護衛空母らと反対側の比較的安全な位置にいた。「ヒーアマン」は増速すると、レイテ湾へ向け転回しようとしている護衛空母たちを抜けて戦闘態勢に入った。煙幕と断続的なスコールによって視界が100ヤード (91 m) 以下まで低下したため、護衛駆逐艦「サミュエル・B・ロバーツ」や魚雷攻撃を試みようとしている「ホーエル」と衝突の危機に遭遇したが、「ヒーアマン」はいずれも後進一杯をかけて回避に成功した。
緊迫した状況にもかかわらず、「ヒーアマン」の艦長エーモス・T・ハサウェー中佐は、落ち着いて「われわれが欲しいのは突撃を吹いてくれるラッパ手だよ」と当直士官に冗談を言いつつ突撃を命じた。「ヒーアマン」は突進を始めると、栗田艦隊からの着色弾の鮮やかな赤、黄、緑といった染料が周囲の海面を染めた。ヒーアマンも反撃に転じ、重巡洋艦「筑摩」に5インチ主砲を浴びせるとともに重巡「羽黒」に対して魚雷4本を発射した。2本目の魚雷が発射管から出た時、栗田艦隊の4隻の戦艦から砲撃を受けたため、「ヒーアマン」も彼らを迎撃するために転舵した。ヒーアマンは戦艦「金剛」に主砲を放ちつつ3本の魚雷を発射した。続いて戦艦「榛名」へ急速に距離を詰め、4,400ヤード (4,000 m) の距離から残る魚雷3本全てを発射する。そのうち「榛名」に魚雷1本が命中したように見えたが、実際は全て回避されていた。一連の雷撃行動の後、ハサウェー艦長は隊内電話でスプレイグ少将に「演習終了」と報告した。「ヒーアマン」は戦艦「大和」からの強力な砲撃を受けたため、交戦を中止しておよそ10分間にわたって回避を続けた。
「ヒーアマン」は護衛空母群の右舷側4分の1マイルの位置へ急ぎ、再び煙幕を展開して護衛空母を隠すと、日本の重巡洋艦4隻との戦闘を再開した。「筑摩」と再び対峙した「ヒーアマン」は複数の8インチ主砲弾を被弾した。これによって大きな損傷を受け、艦前部に浸水が発生し沈下、主砲塔1基が破壊された。艦橋や上部構造物は、命中した着色弾の赤い染料と戦死者の血で赤く染まっていた。なおも残った主砲で砲撃を続け、発射された5インチ砲弾は空襲による爆撃や雷撃とあわせて筑摩の沈没に貢献したものと思われた。
「筑摩」が離れた後、重巡「利根」が代わって「ヒーアマン」に砲撃を始めた。「ヒーアマン」は主砲で反撃しつつ再度煙幕を展開するために移動した。やがて、フェリックス・B・スタンプ少将のタフィ2（第77.4.2任務群）の艦載機の介入や栗田艦隊の反転によって「ヒーアマン」は（そして残存していたタフィ3の各艦も）生き長らえることができた。「ホーエル」と「ジョンストン (USS Johnston, DD-557) 」は撃沈されたため、「ヒーアマン」はタフィ3の3隻の駆逐艦で唯一生還した艦となった。

### 日本近海
「ヒーアマン」はコッソル水道へ後退して応急修理を行った後、メア・アイランド海軍造船所で1945年1月15日までオーバーホールを行った。修理が完了した「ヒーアマン」は再び西太平洋へ向かい、日本本土を空襲する空母機動部隊の護衛に加わった。
1945年2月に硫黄島の戦いに参加した「ヒーアマン」は対潜哨戒とレーダーピケット任務に従事する。3月20日、小型船1隻を撃沈し、その乗員7名を救助した。7日後には南大東島への夜間砲撃に加わっている。
沖縄戦では、「ヒーアマン」は上陸部隊に航空支援を行う空母の護衛を行い、複数の空襲に対して対空砲火を行った。4月18日、「ヒーアマン」と「マッコード」、空母「バターン (USS Bataan, CVL-29)」、駆逐艦「マーツ(USS Mertz, DD-691)」「ウールマン(USS Uhlmann, DD-687)」「コレット(USS Collett, DD-730) 」は共同で潜水艦「伊56」を撃沈したとされる。ただしこの戦果には異説もある。
6月後半にレイテ湾に後退して補給を行った後、7月1日以降の「ヒーアマン」は5週間余りにわたって第3艦隊の高速空母機動部隊を護衛した。機動部隊はほぼ連日にわたって空襲任務を継続した。8月15日の終戦を迎えた時、「ヒーアマン」は東京の南東200マイル (320 km) の海上でレーダーピケット任務に従事していたが、1機の特攻機が雲の塊から飛び出して突っ込んできた。「ヒーアマン」はその特攻機を撃墜し、これは第二次世界大戦で最後の海上戦闘の一つとなった。日本の降伏にかかわる手続きが行われている間、「ヒーアマン」が護衛する空母は航空援護や航空救難任務を行った。「ヒーアマン」は9月16日に東京湾に入り、本国に向けて出港する10月7日まで占領軍を支援した。

### 戦後

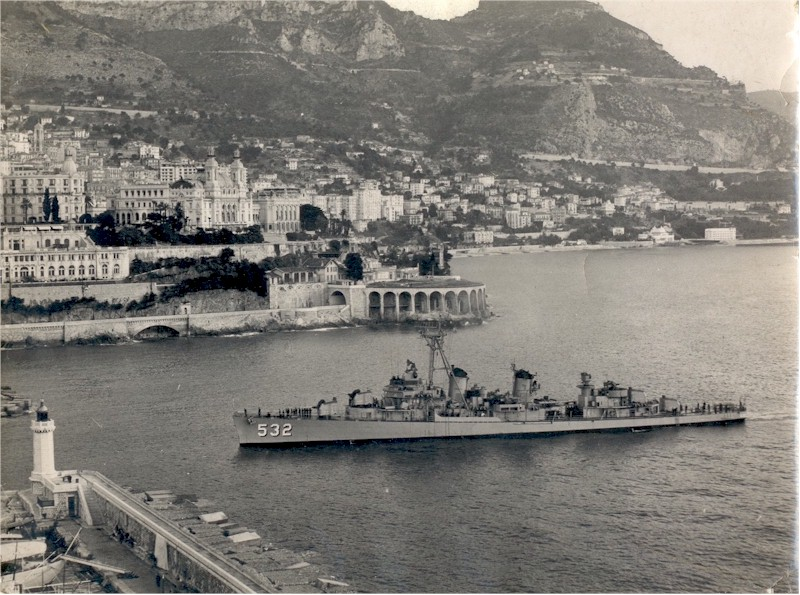
レーニエ3世とグレース・ケリーの結婚にあわせてモナコに入港する「ヒーアマン」。1956年撮影。

「ヒーアマン」は1946年6月12日にサンディエゴで退役し、予備役に留められた。1951年9月12日に再就役し、バージニア岬南方での活動とカリブ海での冬の巡航を通じての対潜哨戒や艦隊課題割当の後、1952年1月4日にロードアイランド州ニューポートへ母港を転じる。1953年6月から7月にかけてイギリスのプリマスを訪問したのに続き、12月から世界一周航海を行うことになった。サンディエゴ、ハワイ、横須賀、沖縄、韓国、硫黄島、香港、シンガポールを訪問したほか、スエズ運河を経由して帰る途上でポートサイド、ナポリ、ヴィルフランシュ、バルセロナにも寄港している。
「ヒーアマン」は1956年2月に再びニューポートを出港すると、地中海東部で第6艦隊の演習に参加する。4月19日から24日にはモナコ大公レーニエ3世とグレース・ケリーの婚礼を祝賀するため、40名の儀仗兵を派遣した。5月に本国へ帰還するが、11月にはイタリア海軍との対潜演習やモナコ再訪のために地中海に戻った。1957年2月の帰国後は本国に留め置かれ、砲術練習艦や海軍兵学校生徒の練習艦として用いられた後、12月20日に退役しボストンで大西洋予備役艦隊に編入された。

### アルゼンチン海軍
1961年8月14日、ヒーアマンは軍事援助計画の下でアルゼンチン政府に供与され、アルゼンチン海軍の「アルミランテ・ブラウン (ARA Almirante Brown, D-20)」となった。「アルミランテ・ブラウン」は艦長ホルヘ・ロドリゲス中佐の指揮の下で就役し、さらにコンスタンティノ・アルゲジェス大佐の指揮の下で第2駆逐隊旗艦となった。
「アルミランテ・ブラウン」は現役期間中に国内の演習だけでなく、UNITASをはじめとする外国軍との共同演習にも積極的に参加した。1965年7月にはイタリア海軍のヘリコプター巡洋艦「カイオ・ドゥイリオ」と南大西洋で対潜・対空演習を実施したほか、翌月には遠洋練習航海で訪問した海上自衛隊の護衛艦「あきづき (DD-161)」「てるづき (DD-162)」「むらさめ (DD-107)」「ゆうだち (DD-108) 」とともに「サヨナラ作戦」の名で親善対潜訓練を行った。
1975年11月18日にプエルト・ベルグラノ海軍基地へ到着した航海が、「アルミランテ・ブラウン」にとって最後の航海となった。「アルミランテ・ブラウン」こと「ヒーアマン」は1979年12月18日にサンタ・ローザ冶金にスクラップとして売却され、1982年に解体された。

## 栄典
「ヒーアマン」は生涯で9個の従軍星章とフィリピン共和国殊勲部隊章を受章し、「ヒーアマン」を含む第77.4.3任務群はサマール島沖における勇敢な戦いから殊勲部隊章を受章した。